# Турачи (род)
Турачи (лат. Francolinus) — род курообразных птиц из трибы Gallini семейства фазановых (Phasianidae). Включает три вида, обитающих от Передней и Центральной до Южной и Юго-Восточной Азии. 
Ранее род Francolinus понимался в гораздо более широком смысле, и к нему относили птиц, ныне выделенных в роды Peliperdix (1 вид), Ortygornis (3 вида), Campocolinus (3 вида), Scleroptila (9 видов)  и Pternistis (23 вида). Первые четыре рода вместе с Francolinus формируют монофилетическую группу в пределах трибы Gallini; род Pternistis вынесен в трибу Coturnicini.

## Классификация
Согласно данным Международного союза орнитологов, род включает три вида:
- Жемчужный турач (Francolinus pintadeanus)
- Турач, или франколин (Francolinus francolinus)
- Расписной турач (Francolinus pictus)